# Hydnum durieui
Hydnum durieui är en svampart som beskrevs av Sacc. 1888. Hydnum durieui ingår i släktet mat-taggsvampar och familjen Hydnaceae.   Inga underarter finns listade i Catalogue of Life.